# گاوگوزن کوک
گاوگوزن کوک (نام علمی: Alcelaphus buselaphus cokii) نام یک زیرگونه از گونه گاوگوزن است.